# Die Wirtin zum Weißen Röß'l
Die Wirtin zum Weißen Röß'l è un film del 1943 diretto da Karl Anton.

## Produzione
Il film fu prodotto dalla Tobis Filmkunst.

## Distribuzione
Distribuito dalla Deutsche Filmvertriebs (DFV), il film ebbe il visto di censura B.58756 del 15 marzo 1943. Uscì nelle sale cinematografiche tedesche presentato in prima a Monaco il 29 aprile 1943.